# Österreichische Handballmeisterschaft 2016/17
Die 56. Saison der Österreichischen Handballmeisterschaft begann im August 2016. Der amtierende Meister der Saison 2015/16 ist der Handballclub Fivers Margareten.

## Handball Liga Austria
In der höchsten Spielklasse, der HLA, sind zehn Teams vertreten. Die Meisterschaft wird in mehrere Phasen gegliedert. In der Hauptrunde spielen alle Teams eine einfache Hin- und Rückrunde gegen jeden Gegner. Danach wird die Liga in zwei Gruppen geteilt.
Die ersten fünf Teams spielen in einer weiteren Hin- und Rückrunde um die Platzierung im HLA-Viertelfinale. Die letzten fünf Teams spielen um die ersten drei Plätze, welche sich ebenfalls für das Viertelfinale qualifizieren. Die Qualifizierung wird auch in einer Hin- und Rückrunde ausgetragen. Die beiden schlechtplatziertesten Teams spielen eine Best-of-three-Serie gegen den Abstieg.

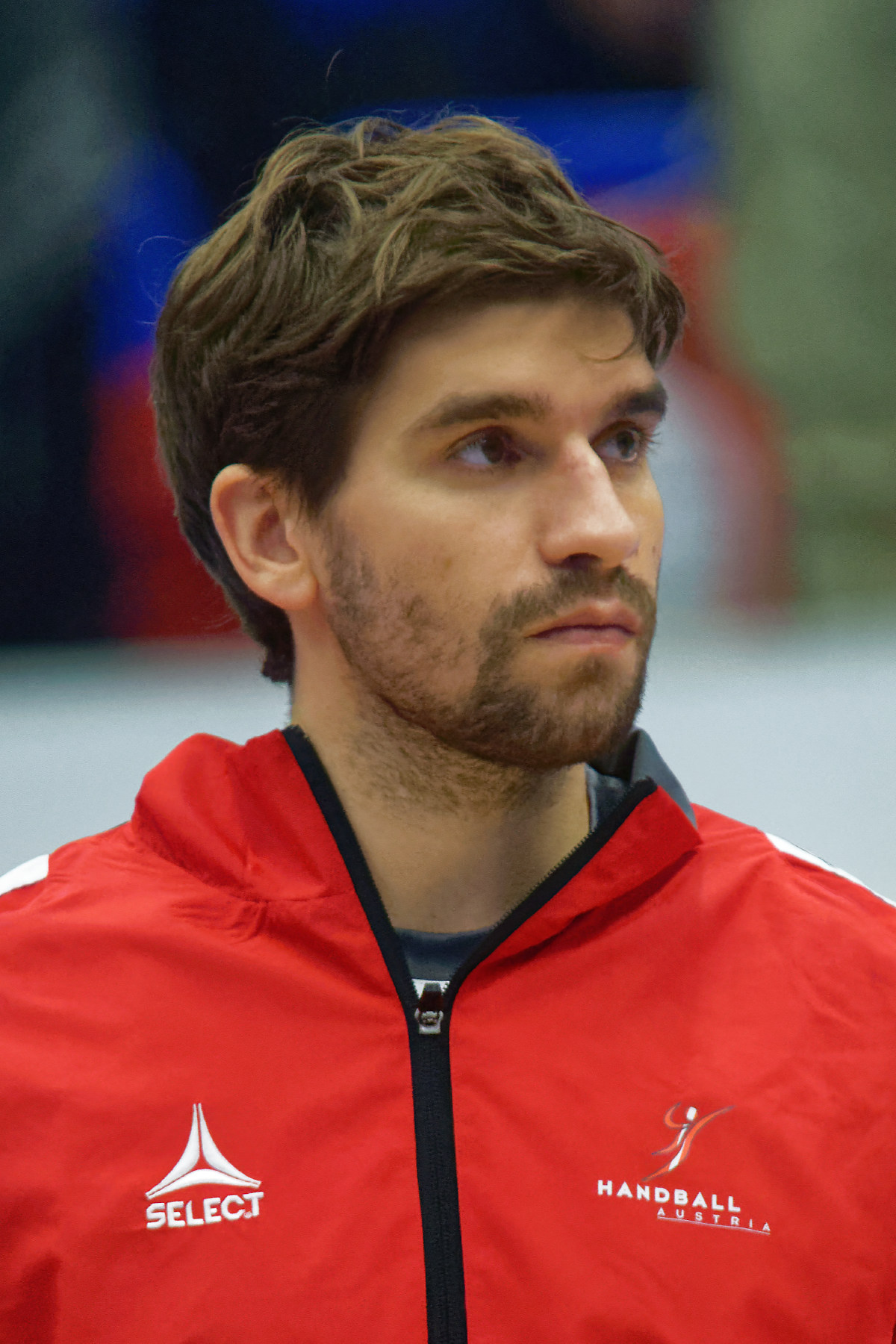
Tobias Schopf Torschützenkönig des Grunddurchgangs 2016/17

### Grunddurchgang HLA
|     | Verein                             | R  | S  | U | N  | Tore    | Diff. | Punkte |
| --- | ---------------------------------- | -- | -- | - | -- | ------- | ----- | ------ |
| 1.  | Alpla HC Hard                      | 18 | 13 | 1 | 4  | 549:465 | +84   | 27:9   |
| 2.  | Handballclub Fivers Margareten (M) | 18 | 12 | 0 | 6  | 530:479 | +51   | 24:12  |
| 3.  | Bregenz Handball                   | 18 | 11 | 0 | 7  | 513:472 | +41   | 22:14  |
| 4.  | Moser Medical UHK Krems            | 18 | 10 | 2 | 6  | 523:494 | +29   | 22:14  |
| 5.  | SG Handball West Wien              | 18 | 9  | 3 | 6  | 511:488 | +23   | 21:15  |
| 6.  | Sparkasse Schwaz Handball Tirol    | 18 | 9  | 3 | 6  | 498:471 | +27   | 21:15  |
| 7.  | SC Ferlach                         | 18 | 8  | 1 | 9  | 510:557 | −47   | 17:19  |
| 8.  | HC Linz AG                         | 18 | 7  | 0 | 11 | 498:553 | −55   | 14:22  |
| 9.  | Union JURI Leoben                  | 18 | 3  | 1 | 14 | 477:530 | −53   | 7:29   |
| 10. | HC Bruck                           | 18 | 2  | 1 | 15 | 422:522 | −100  | 5:31   |

|     | Oberes Playoff             |
|     | Unteres Playoff            |
| (M) | Meister der letzten Saison |

### Torschützenliste Grunddurchgang
| Platzierung | Spieler             | Verein                         | Spiele | Tore | 7-Meter | Feldtore |
| ----------- | ------------------- | ------------------------------ | ------ | ---- | ------- | -------- |
| 1           | Tobias Schopf       | UHK Krems                      | 18     | 127  | 39/52   | 88       |
| 2           | Sebastian Frimmel   | SG Handball West Wien          | 18     | 119  | 23/35   | 96       |
| 3           | / Risto Arnaudovski | SC Ferlach                     | 18     | 114  | 27/34   | 87       |
| 4           | Luka Kikanovic      | HC Linz AG                     | 18     | 108  | 1/1     | 107      |
| 5           | Marko Tanasković    | Alpla HC Hard                  | 18     | 104  | 0/0     | 104      |
| 5           | Vlatko Mitkov       | UHK Krems                      | 18     | 104  | 10/15   | 94       |
| 7           | Vytautas Žiūra      | Handballclub Fivers Margareten | 18     | 101  | 35/41   | 66       |
| 8           | Fabian Posch        | UHK Krems                      | 17     | 96   | 0/0     | 96       |
| 9           | Martin Breg         | ECE Bulls Bruck                | 17     | 94   | 21/33   | 73       |
| 10          | Dean Pomorisac      | SC Ferlach                     | 17     | 92   | 0/0     | 92       |

## Playoffs
Die ersten fünf Teams des Grunddurchgangs spielten in einer weiteren Hin- und Rückrunde um die Platzierung im HLA-Viertelfinale. Die letzten fünf Teams spielten um die ersten drei Plätze, welche sich ebenfalls für das Viertelfinale qualifizierten. Die Qualifizierung wurde auch in einer Hin- und Rückrunde ausgespielt. Die beiden schlechtplatziertesten Teams spielen eine Best of three Serie gegen den Abstieg. Jede Mannschaft startete in die Playoff-Phase mit den halbierten Punkten des Grunddurchgangs, bei ungeraden Zahlen wurde aufgerundet.

### Oberes Playoff
|    | Verein                             | R | S | U | N | Tore    | Diff. | Punkte |
| -- | ---------------------------------- | - | - | - | - | ------- | ----- | ------ |
| 1. | Alpla HC Hard                      | 8 | 7 | 1 | 0 | 254:218 | +36   | 29:1   |
| 2. | Handballclub Fivers Margareten (M) | 8 | 5 | 1 | 2 | 255:236 | +19   | 23:5   |
| 3. | Bregenz Handball                   | 8 | 4 | 0 | 4 | 222:220 | +2    | 19:8   |
| 4. | UHK Krems                          | 8 | 1 | 1 | 6 | 214:238 | −24   | 14:13  |
| 5. | SG Handball West Wien              | 8 | 1 | 1 | 6 | 212:245 | −33   | 14:13  |

### Unteres Playoff
|    | Verein            | R | S | U | N | Tore    | Diff. | Punkte |
| -- | ----------------- | - | - | - | - | ------- | ----- | ------ |
| 1. | Handball Tirol    | 8 | 7 | 1 | 0 | 225:187 | +38   | 26:1   |
| 2. | HC Linz AG        | 8 | 3 | 2 | 3 | 214:218 | −4    | 15:8   |
| 3. | SC Ferlach        | 8 | 2 | 1 | 5 | 221:236 | −15   | 14:11  |
| 4. | Union JURI Leoben | 8 | 4 | 1 | 3 | 214:202 | +12   | 13:7   |
| 5. | HC Bruck          | 8 | 1 | 1 | 6 | 177:208 | −31   | 6:13   |

|  | Viertel Finale  |
|  | Abstiegs-Spiele |

## Finalserie

### Finalserie-Baum
| Viertelfinale | Viertelfinale         | Viertelfinale         |      |                   | Halbfinale | Halbfinale | Halbfinale |  |  | Finale | Finale | Finale |
|               |                       |                       |      |                   |            |            |            |  |  |        |        |        |
| OPL1          | Alpla HC Hard         | 2                     |      |                   |            |            |            |  |  |        |        |        |
| UPL3          | SC Ferlach            | 0                     |      |                   |            |            |            |  |  |        |        |        |
| UPL3          | SC Ferlach            | 0                     | OPL1 | Alpla HC Hard     | 2          |            |            |  |  |        |        |        |
|               |                       |                       | OPL1 | Alpla HC Hard     | 2          |            |            |  |  |        |        |        |
|               | OPL5                  | SG Handball West Wien | 1    |                   |            |            |            |  |  |        |        |        |
| OPL4          | OPL5                  | SG Handball West Wien | 1    | UHK Krems         | 1          |            |            |  |  |        |        |        |
| OPL4          |                       |                       |      | UHK Krems         | 1          |            |            |  |  |        |        |        |
| OPL5          | SG Handball West Wien | 2                     |      |                   |            |            |            |  |  |        |        |        |
| OPL5          | SG Handball West Wien | 2                     | OPL1 | Alpla HC Hard     | 2          |            |            |  |  |        |        |        |
|               |                       |                       |      | Alpla HC Hard     | 2          |            |            |  |  |        |        |        |
|               | OPL2                  | Fivers Margareten     | 0    |                   |            |            |            |  |  |        |        |        |
| OPL2          | OPL2                  | Fivers Margareten     | 0    | Fivers Margareten | 2          |            |            |  |  |        |        |        |
| OPL2          |                       |                       |      | Fivers Margareten | 2          |            |            |  |  |        |        |        |
| UPL2          | HC Linz AG            | 0                     |      |                   |            |            |            |  |  |        |        |        |
| UPL2          | HC Linz AG            | 0                     | OPL2 | Fivers Margareten | 2          |            |            |  |  |        |        |        |
|               |                       |                       | OPL2 | Fivers Margareten | 2          |            |            |  |  |        |        |        |
|               | UPL1                  | Handball Tirol        | 0    |                   |            |            |            |  |  |        |        |        |
| OPL3          | UPL1                  | Handball Tirol        | 0    | Bregenz Handball  | 0          |            |            |  |  |        |        |        |
| OPL3          |                       |                       |      | Bregenz Handball  | 0          |            |            |  |  |        |        |        |
| UPL1          | Handball Tirol        | 2                     |      |                   |            |            |            |  |  |        |        |        |

### HLA Viertelfinale
Für das Viertelfinale sind alle Teilnehmer des oberen- und die ersten Drei des unteren Playoffs qualifiziert. Wobei aus einer Tabellen von oberen und unteren Playoff der Erste gegen den Achten, der Zweite gegen den Siebenten, der Dritte gegen den Sechsten und der Vierte gegen den Fünftplatzierten spielt. Gespielt wird alles in Best of three Serien, die Sieger des Viertelfinales ziehen in das Halbfinale ein.
| Alpla HC Hard (OPL1) – SC Ferlach (UPL3) | Alpla HC Hard (OPL1) – SC Ferlach (UPL3) | Alpla HC Hard (OPL1) – SC Ferlach (UPL3) | Alpla HC Hard (OPL1) – SC Ferlach (UPL3) |
| ---------------------------------------- | ---------------------------------------- | ---------------------------------------- | ---------------------------------------- |
| 20. April                                | Alpla HC Hard 6 Raschle                  | 30 : 20 ( 17 : 11 )                      | SC Ferlach 8 Arnaudovski                 |
| 23. April                                | SC Ferlach 7 Pomorisac                   | 15 : 36 ( 8 : 16 )                       | Alpla HC Hard 6 Zeiner                   |
| Endstand in der Serie: 2:0               |                                          |                                          |                                          |

| Handballclub Fivers Margareten (OPL2) – HC Linz AG (UPL2) | Handballclub Fivers Margareten (OPL2) – HC Linz AG (UPL2) | Handballclub Fivers Margareten (OPL2) – HC Linz AG (UPL2) | Handballclub Fivers Margareten (OPL2) – HC Linz AG (UPL2) |
| --------------------------------------------------------- | --------------------------------------------------------- | --------------------------------------------------------- | --------------------------------------------------------- |
| 20. April                                                 | Handballclub Fivers Margareten 5 Žiūra                    | 30 : 29 ( 15 : 17 )                                       | HC Linz AG 7 Kainmüller                                   |
| 23. April                                                 | HC Linz AG 6 Hoflehner                                    | 25 : 28 ( 13 : 13 )                                       | Handballclub Fivers Margareten 6 Martinović, Seidl        |
| Endstand in der Serie: 2:0                                |                                                           |                                                           |                                                           |

| UHK Krems (OPL4) – SG Handball West Wien (OPL5) | UHK Krems (OPL4) – SG Handball West Wien (OPL5) | UHK Krems (OPL4) – SG Handball West Wien (OPL5) | UHK Krems (OPL4) – SG Handball West Wien (OPL5) |
| ----------------------------------------------- | ----------------------------------------------- | ----------------------------------------------- | ----------------------------------------------- |
| 20. April                                       | UHK Krems 8 Schopf, Visy                        | 35 : 27 ( 16 : 12 )                             | SG Handball West Wien 7 Jochmann                |
| 23. April                                       | SG Handball West Wien 9 Frimmel                 | 32 : 31 ( 14, 25, 28 : 12, 25, 28 )             | UHK Krems 10 Schopf                             |
| 28. April                                       | UHK Krems 7 Schopf                              | 22 : 26 ( 14 : 10 )                             | SG Handball West Wien 10 Jochmann               |
| Endstand in der Serie: 1:2                      |                                                 |                                                 |                                                 |

| Bregenz Handball (OPL3) – Handball Tirol (UPL1) | Bregenz Handball (OPL3) – Handball Tirol (UPL1) | Bregenz Handball (OPL3) – Handball Tirol (UPL1) | Bregenz Handball (OPL3) – Handball Tirol (UPL1) |
| ----------------------------------------------- | ----------------------------------------------- | ----------------------------------------------- | ----------------------------------------------- |
| 19. April                                       | Bregenz Handball 6 Hedin                        | 24 : 27 ( 12 : 16 )                             | Handball Tirol 6 Steiger                        |
| 23. April                                       | Handball Tirol 7 Prakapenja                     | 28 : 23 ( 15 : 11 )                             | Bregenz Handball 5 Hedin, Ešegović              |
| Endstand in der Serie: 0:2                      |                                                 |                                                 |                                                 |

### HLA Halbfinale
Für das Halbfinale sind die Sieger des Viertelfinales qualifiziert. Die Sieger des Halbfinales ziehen in das Finale der Handball Liga Austria ein.
| Handballclub Fivers Margareten (OPL2) – Handball Tirol (UPL1) | Handballclub Fivers Margareten (OPL2) – Handball Tirol (UPL1) | Handballclub Fivers Margareten (OPL2) – Handball Tirol (UPL1) | Handballclub Fivers Margareten (OPL2) – Handball Tirol (UPL1) |
| ------------------------------------------------------------- | ------------------------------------------------------------- | ------------------------------------------------------------- | ------------------------------------------------------------- |
| 10. Mai                                                       | Handballclub Fivers Margareten 11 Žiūra                       | 35 : 32 ( 15, 27 : 12, 27 )                                   | Handball Tirol 7 Prakapenja                                   |
| 13. Mai                                                       | Handball Tirol 5 Helt Jepsen                                  | 24 : 25 ( 15 : 12 )                                           | Handballclub Fivers Margareten 9 Martinović I.                |
| Endstand in der Serie: 2:0                                    |                                                               |                                                               |                                                               |

| Alpla HC Hard (OPL1) – SG Handball West Wien (OPL5) | Alpla HC Hard (OPL1) – SG Handball West Wien (OPL5) | Alpla HC Hard (OPL1) – SG Handball West Wien (OPL5) | Alpla HC Hard (OPL1) – SG Handball West Wien (OPL5) |
| --------------------------------------------------- | --------------------------------------------------- | --------------------------------------------------- | --------------------------------------------------- |
| 11. Mai                                             | Alpla HC Hard 5 Schmid, Zeiner                      | 30 : 20 ( 15 : 13 )                                 | SG Handball West Wien 6 Feuchtmann Perez            |
| 14. Mai                                             | SG Handball West Wien 7 Frimmel                     | 30 : 29 ( 14 : 14 )                                 | Alpla HC Hard 8 Zeiner                              |
| 20. Mai                                             | Alpla HC Hard 7 Schmid                              | 30 : 25 ( 14 : 12 )                                 | SG Handball West Wien 6 Frimmel, Hajdu              |
| Endstand in der Serie: 2:1                          |                                                     |                                                     |                                                     |

### HLA Finale (Best of three)
| Finale: Alpla HC Hard (OPL1) – Handballclub Fivers Margareten (OPL2) | Finale: Alpla HC Hard (OPL1) – Handballclub Fivers Margareten (OPL2) | Finale: Alpla HC Hard (OPL1) – Handballclub Fivers Margareten (OPL2) | Finale: Alpla HC Hard (OPL1) – Handballclub Fivers Margareten (OPL2) |
| -------------------------------------------------------------------- | -------------------------------------------------------------------- | -------------------------------------------------------------------- | -------------------------------------------------------------------- |
| 25. Mai                                                              | Alpla HC Hard 5 Raschle, Schlinger                                   | 27: 26 ( 15 : 13 )                                                   | Handballclub Fivers Margareten 7 I. Martinović, Žiūra                |
| 28. Mai                                                              | Handballclub Fivers Margareten 9 I. Martinović                       | 30 : 32 ( 13 : 13 )                                                  | Alpla HC Hard 6 Tanasković                                           |
| Endstand in der Serie: 2:0                                           |                                                                      |                                                                      |                                                                      |

## HLA Abstiegs-Spiele (Best of three)
Der Letzte und Vorletzte des unteren Playoffs spielen in drei Finalspielen den Abstieg in die Handball Bundesliga Austria aus.
| Union JURI Leoben (UPL9) – HC Bruck (UPL10) | Union JURI Leoben (UPL9) – HC Bruck (UPL10) | Union JURI Leoben (UPL9) – HC Bruck (UPL10) | Union JURI Leoben (UPL9) – HC Bruck (UPL10) |
| ------------------------------------------- | ------------------------------------------- | ------------------------------------------- | ------------------------------------------- |
| 19. April                                   | Union JURI Leoben 10 Spendier               | 28 : 21 ( 13 : 14 )                         | HC Bruck 5 Tot                              |
| 22. April                                   | HC Bruck 10 Breg                            | 25 : 23 ( 10 : 8 )                          | Union JURI Leoben 7 Djukic                  |
| 29. April                                   | Union JURI Leoben 8 Djukic                  | 30 : 31 ( 11,25 : 12, 25 )                  | HC Bruck 8 Breg                             |
| Endstand in der Serie: 1:2                  |                                             |                                             |                                             |

## HLA Endstand

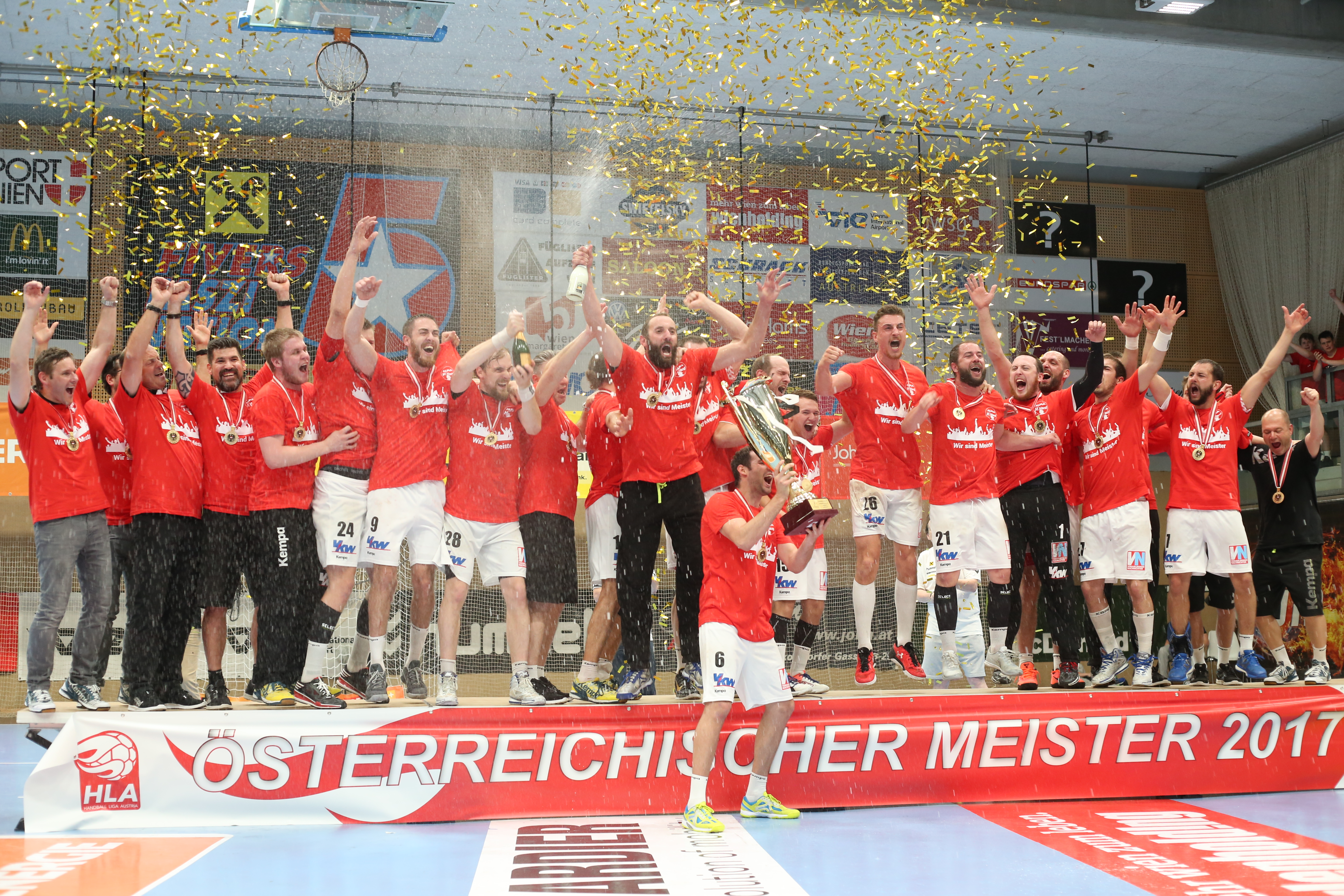
Pokalübergabe an den Alpla HC Hard

|     | Verein                             |
| --- | ---------------------------------- |
| 1.  | Alpla HC Hard                      |
| 2.  | Handballclub Fivers Margareten (M) |
| 3.  | SG Handball West Wien              |
| 4.  | Handball Tirol                     |
| 5.  | Bregenz Handball                   |
| 6.  | UHK Krems                          |
| 7.  | HC Linz AG                         |
| 8.  | SC Ferlach                         |
| 9.  | HC Bruck                           |
| 10. | Union JURI Leoben                  |

|     | EHF Champions League       |
|     | EHF-CUP                    |
|     | EHF Challenge Cup          |
|     | Absteiger                  |
| (M) | Meister der letzten Saison |

### Torschützenliste Endstand
| Platzierung | Spieler             | Verein                         | Spielklasse | Spiele | Tore | 7-Meter | Feldtore |
| ----------- | ------------------- | ------------------------------ | ----------- | ------ | ---- | ------- | -------- |
| 1           | Tobias Schopf       | UHK Krems                      | HLA         | 29     | 188  | 63/83   | 125      |
| 2           | Sebastian Frimmel   | SG Handball West Wien          | HLA         | 32     | 184  | 44/64   | 140      |
| 3           | Vytautas Žiūra      | Handballclub Fivers Margareten | HLA         | 32     | 183  | 68/83   | 115      |
| 4           | / Risto Arnaudovski | SC Ferlach                     | HLA         | 28     | 167  | 37/47   | 130      |
| 4           | Fabian Posch        | UHK Krems                      | HLA         | 29     | 167  | 0/0     | 167      |
| 6           | Luka Kikanovic      | HC Linz AG                     | HLA         | 26     | 159  | 1/1     | 158      |
| 7           | Vlatko Mitkov       | UHK Krems                      | HLA         | 29     | 157  | 19/25   | 138      |
| 8           | Gerald Zeiner       | Alpla HC Hard                  | HLA         | 33     | 156  | 56/71   | 100      |
| 9           | Dean Pomorisac      | SC Ferlach                     | HLA         | 27     | 155  | 2/3     | 153      |
| 9           | Ivan Martinović     | Handballclub Fivers Margareten | HLA         | 29     | 155  | 5/9     | 150      |

## All-Star-Team
Nach dem Ende der Saison wurden nachfolgende Spieler für ihre Leistungen ausgezeichnet und in das All-Star-Team gewählt.
|                                                      |  |                                                                       |  |                                                                |  |                                                  |  |                                            |
| Linksaußen Sebastian Frimmel (SG Handball West Wien) |  |                                                                       |  | Kreisspieler Fabian Posch (UHK Krems)                          |  |                                                  |  | Rechtsaußen Michael Knauth (Alpla HC Hard) |
|                                                      |  | Rückraum links Anton Prakapenja (Handball Tirol)                      |  |                                                                |  | Rückraum rechts Marko Tanasković (Alpla HC Hard) |  |                                            |
|                                                      |  |                                                                       |  | Rückraum Mitte Vytautas Žiūra (Handballclub Fivers Margareten) |  |                                                  |  |                                            |
|                                                      |  |                                                                       |  |                                                                |  |                                                  |  |                                            |
|                                                      |  |                                                                       |  | Torwart Golub Doknić (Alpla HC Hard)                           |  |                                                  |  |                                            |
|                                                      |  |                                                                       |  |                                                                |  |                                                  |  |                                            |
|                                                      |  | Handballer des Jahres Vytautas Žiūra (Handballclub Fivers Margareten) |  |                                                                |  |                                                  |  |                                            |